# Quận Union, Pennsylvania
Quận Union là một quận trong tiểu bang Pennsylvania, Hoa Kỳ. Quận lỵ đóng ở Lewisburg6. Theo điều tra dân số năm 2000 của Cục điều tra dân số Hoa Kỳ, quận có dân số 41.624 người.2

## Địa lý
Theo Cục điều tra dân số Hoa Kỳ, quận có diện tích km², trong đó có km2 là diện tích mặt nước, chiếm 0,12%.